# Echinocereus
Echinocereus ist eine Pflanzengattung aus der Familie der Kakteengewächse (Cactaceae). Der botanische Name der Gattung leitet sich von den lateinischen Wort „echinus“ für Igel sowie der Gattung Cereus ab und verweist auf die kurz säuligen, bedornten Pflanzenkörper.

## Beschreibung
Die Arten der Gattung Echinocereus wachsen einzeln oder verzweigend mit niederliegenden bis aufrechten Trieben, die kugelförmig bis zylindrisch sind. Die Wurzeln sind faserig oder knollenförmig. Die Pflanzen erreichen Wuchshöhen zwischen 1 und 60 Zentimetern. Echinocereus pensilis kann unter geeigneten Bedingungen bis zu 4 Meter hoch werden. Auf den Spitzen der  4 bis 26, meist deutlichen und nur selten in Höcker aufgelösten Rippen befinden sich die Areolen, aus denen unterschiedlich geformte Dornen entspringen können.
Die kleinen bis großen, trichterförmigen Blüten entstehen am oberen Ende einer Areole oder brechen durch die Epidermis. Sie sind meist leuchtend gefärbt und öffnen sich am Tag. Ihr Perikarpell und ihre Blütenröhre sind mit Dornen, Borsten und manchmal Wolle besetzt. Die Narbe ist meistens grün, manchmal aber auch weiß gefärbt.
Die kugel- bis eiförmigen Früchte sind grün bis rot und meist bedornt. Sie sind meistens saftig und öffnen sich entlang eines Längsschlitzes. Die manchmal duftenden Früchte enthalten breit ovale, schwarze, gehöckerte Samen von 0,8 bis 2 Millimetern Länge.

## Verbreitung
Das Verbreitungsgebiet der Gattung Echinocereus erstreckt sich vom Südwesten der Vereinigten Staaten bis nach Süd- und Zentral-Mexiko.

## Systematik
Die Erstbeschreibung erfolgte 1848 von George Engelmann. Die Typusart der Gattung ist Echinocereus viridiflorus.

### Systematik nach N.Korotkova et al. (2021)
Die Gattung umfasst folgenden Arten:
- Echinocereus acanthosetus (S.Arias & U.Guzmán) Gómez-Quintero & Dan.Sánchez
- Echinocereus acifer (Otto ex Salm-Dyck) Jacobi
- Echinocereus adustus Engelm.
  - Echinocereus adustus subsp. adustus
  - Echinocereus adustus subsp. roemerianus W.Rischer
  - Echinocereus adustus subsp. schwarzii (A.B.Lau) N.P.Taylor
- Echinocereus arizonicus Rose ex Orcutt
  - Echinocereus arizonicus subsp. arizonicus
  - Echinocereus arizonicus subsp. matudae (Bravo) Rutow
  - Echinocereus arizonicus subsp. nigrihorridispinus W.Blum & Rutow
- Echinocereus barthelowanus Britton & Rose
- Echinocereus berlandieri (Engelm.) Haage
- Echinocereus blumii D.Felix & H.Bauer
- Echinocereus bonkerae Thornber & Bonker
  - Echinocereus bonkerae subsp. apachensis ≡ (W.Blum & Rutow) A.D.Zimmerman Echinocereus apachensis W.Blum & Rutow
  - Echinocereus bonkerae subsp. bonkerae
- Echinocereus brandegeei (J.M.Coult.) K.Schum.
- Echinocereus bristolii W.T.Marshall
- Echinocereus canus D.Felix & H.Bauer
- Echinocereus carmenensis W.Blum, Mich.Lange & Scherer
- Echinocereus chaletii W.Rischer
- Echinocereus chisosensis W.T.Marshall
  - Echinocereus chisosensis subsp. chisosensis
  - Echinocereus chisosensis subsp. fobeanus (Oehme) N.P.Taylor
- Echinocereus chloranthus (Engelm.) J.N.Haage
- Echinocereus cinerascens (DC.) Lem.
  - Echinocereus cinerascens subsp. cinerascens
  - Echinocereus cinerascens subsp. septentrionalis (N.P.Taylor) N.P.Taylor
  - Echinocereus cinerascens subsp. tulensis (Bravo) N.P.Taylor
- Echinocereus coccineus Engelm.
  - Echinocereus coccineus subsp. coccineus
  - Echinocereus coccineus subsp. paucispinus (Engelm.) W.Blum, Mich.Lange & Rutow
  - Echinocereus coccineus subsp. rosei (Wooton & Standl.) W.Blum & Rutow
- Echinocereus dasyacanthus Engelm.
  - Echinocereus dasyacanthus subsp. ctenoides (Engelm.) Lodé
  - Echinocereus dasyacanthus subsp. dasyacanthus
  - Echinocereus dasyacanthus subsp. multispinosus D.Felix & H.Bauer
  - Echinocereus dasyacanthus subsp. rectispinus (Trocha & Fethke) W.Blum, W.Rischer & Rutow
- Echinocereus davisii Houghton
- Echinocereus engelmannii (Parry ex Engelm.) Lem.
  - Echinocereus engelmannii subsp. engelmannii
  - Echinocereus engelmannii subsp. fasciculatus (Engelm.) W.Blum & Mich.Lange ≡ Echinocereus fasciculatus (Engelm. ex B.D.Jacks.) L.D.Benson
  - Echinocereus engelmannii subsp. llanuraensis (Rutow) Felger
- Echinocereus enneacanthus Engelm.
- Echinocereus felixianus H.Bauer
- Echinocereus fendleri (Engelm.) Sencke ex J.N.Haage
  - Echinocereus fendleri subsp. fendleri
  - Echinocereus fendleri subsp. rectispinus (Peebles) N.P.Taylor
- Echinocereus ferreiranus H.E.Gates ≡ Echinocereus ferreirianus H.E.Gates
  - Echinocereus ferreiranus subsp. ferreiranus ≡ Echinocereus ferreirianus subsp. ferreirianus
  - Echinocereus ferreiranus subsp. lindsayorum (J.Meyrán) N.P.Taylor ≡ Echinocereus ferreirianus subsp. lindsayorum (J.Meyrán) N.P.Taylor
- Echinocereus grandis Britton & Rose
- Echinocereus gurneyi (L.D.Benson) W.Blum, Oldach & J.Oldach
- Echinocereus huitcholensis (F.A.C.Weber) M.Gürke
- Echinocereus klapperi W.Blum
- Echinocereus knippelianus Liebner
- Echinocereus koehresianus (G.Frank) W.Rischer
- Echinocereus kroenleinii (Mich.Lange) W.Blum & Waldeis
- Echinocereus ×kunzei Gürke
- Echinocereus laui G.Frank
- Echinocereus ledingii Peebles
- Echinocereus leucanthus N.P.Taylor
- Echinocereus ×lloydii Britton & Rose
- Echinocereus longisetus (Engelm.) Lem.
  - Echinocereus longisetus subsp. delaetii (Gürke) N.P.Taylor
  - Echinocereus longisetus subsp. freudenbergeri (G.Frank) W.Blum ≡ Echinocereus freudenbergeri G.Frank
  - Echinocereus longisetus subsp. longisetus
- Echinocereus mapimiensis E.F.Anderson, W.C.Hodgs. & P.Quirk
- Echinocereus maritimus (M.E.Jones) K.Schum.
- Echinocereus metornii G.Frank
- Echinocereus milleri W.Blum & al.
- Echinocereus mombergerianus G.Frank
- Echinocereus neocapillus (D.Weniger) W.Blum & Mich.Lange
- Echinocereus ×neomexicanus Standl.
- Echinocereus nicholii (L.D.Benson) B.D.Parfitt
- Echinocereus nivosus Glass & R.A.Foster
- Echinocereus occidentalis (N.P.Taylor) W.Rischer, S.Breckw. & Breckw. ≡ Echinocereus stramineus subsp. occidentalis (N.P.Taylor) N.P.Taylor
- Echinocereus ortegae Rose
- Echinocereus pacificus (Engelm.) Britton & Rose
- Echinocereus palmeri Britton & Rose
  - Echinocereus palmeri subsp. mazapil H.M.Hern. & Gómez-Hin.
  - Echinocereus palmeri subsp. palmeri
- Echinocereus pamanesii A.B.Lau
  - Echinocereus pamanesii subsp. bonatzii (R.C.Römer) R.C.Römer
  - Echinocereus pamanesii subsp. pamanesii
- Echinocereus papillosus Linke ex Rümpler
- Echinocereus parkeri N.P.Taylor
  - Echinocereus parkeri subsp. arteagensis W.Blum & Mich.Lange
  - Echinocereus parkeri subsp. gonzalezii (N.P.Taylor) N.P.Taylor
  - Echinocereus parkeri subsp. mazapilensis W.Blum & Mich.Lange
  - Echinocereus parkeri subsp. parkeri
- Echinocereus pectinatus (Scheidw.) Engelm.
  - Echinocereus pectinatus subsp. pectinatus
  - Echinocereus pectinatus subsp. rutowiorum W.Blum
  - Echinocereus pectinatus subsp. wenigeri (L.D.Benson) W.Blum & Rutow
- Echinocereus pentalophus (DC.) J.N.Haage
  - Echinocereus pentalophus subsp. leonensis (Mathsson) N.P.Taylor
  - Echinocereus pentalophus subsp. pentalophus
  - Echinocereus pentalophus subsp. procumbens (Engelm.) W.Blum & Mich.Lange
- Echinocereus polyacanthus Engelm.
- Echinocereus poselgeri Lem.
- Echinocereus primolanatus Fritz Schwarz ex N.P.Taylor
- Echinocereus pseudopectinatus (N.P.Taylor) N.P.Taylor
- Echinocereus pulchellus (Mart.) K.Schum.
- Echinocereus rayonesensis N.P.Taylor
- Echinocereus reichenbachii (Terscheck ex Walp.) J.N.Haage
  - Echinocereus reichenbachii subsp. armatus (Poselger) N.P.Taylor
  - Echinocereus reichenbachii subsp. baileyi (Rose) N.P.Taylor
  - Echinocereus reichenbachii subsp. burrensis G.Frank, Metorn & E.Scherer
  - Echinocereus reichenbachii subsp. fitchii (Britton & Rose) N.P.Taylor
  - Echinocereus reichenbachii subsp. perbellus (Britton & Rose) N.P.Taylor
  - Echinocereus reichenbachii subsp. reichenbachii
- Echinocereus relictus Wellard
- Echinocereus rigidissimus (Engelm.) Rose
  - Echinocereus rigidissimus subsp. rigidissimus
  - Echinocereus rigidissimus subsp. rubispinus (G.Frank & A.B.Lau) N.P.Taylor
- Echinocereus ×roetteri (Engelm.) Engelm.
  - Echinocereus ×roetteri var. lloydii (Britton & Rose) Backeb.
  - Echinocereus ×roetteri var. neomexicanus (J.M.Coult.) A.D.Zimmerman
- Echinocereus russanthus D.Weniger
- Echinocereus salm-dyckianus Scheer
- Echinocereus sanpedroensis Raudonat & Rischer
- Echinocereus santaritensis W.Blum & Rutow
  - Echinocereus santaritensis subsp. bacanorensis (W.Rischer & Trocha) W.Rischer & D.Felix
  - Echinocereus santaritensis subsp. santaritensis
- Echinocereus scheeri (Salm-Dyck) Scheer
  - Echinocereus scheeri subsp. gentryi (Clover) N.P.Taylor
  - Echinocereus scheeri subsp. scheeri
- Echinocereus schereri G.Frank
- Echinocereus schmollii (Weing.) N.P.Taylor
- Echinocereus sciurus (K.Brandegee) Dams
  - Echinocereus sciurus subsp. floresii (Schwarz ex Backeb.) N.P.Taylor
  - Echinocereus sciurus subsp. sciurus
- Echinocereus scopulorum Britton & Rose
- Echinocereus sharpii (N.P.Taylor) Dan.Sánchez & Gómez-Quintero
- Echinocereus spinigemmatus A.B.Lau
- Echinocereus stolonifer W.T.Marshall
  - Echinocereus stolonifer subsp. stolonifer
  - Echinocereus stolonifer subsp. tayopensis (W.T.Marshall) N.P.Taylor
- Echinocereus stramineus (Engelm.) F.Seitz
- Echinocereus subinermis Salm-Dyck ex Scheer
  - Echinocereus subinermis subsp. ochoterenae (J.G.Ortega) N.P.Taylor
  - Echinocereus subinermis subsp. subinermis
- Echinocereus tamaulipensis (Werderm.) Mich.Lange
- Echinocereus triglochidiatus Engelm.
  - Echinocereus triglochidiatus subsp. mojavensis (Engelm. & J.M.Bigelow) W.Blum & Mich.Lange
  - Echinocereus triglochidiatus subsp. triglochidiatus
- Echinocereus viereckii Werderm.
  - Echinocereus viereckii subsp. morricalii (Říha) N.P.Taylor
  - Echinocereus viereckii subsp. santamariensis W.Blum & D.Felix
  - Echinocereus viereckii subsp. viereckii
- Echinocereus viridiflorus Engelm.
  - Echinocereus viridiflorus subsp. correllii (L.D.Benson) W.Blum & Mich.Lange
  - Echinocereus viridiflorus subsp. viridiflorus
- Echinocereus waldeisii Haugg
- Echinocereus websterianus G.E.Linds.
- Echinocereus weinbergii Weing.
  - Echinocereus weinbergii subsp. venustus (W.Blum & W.Rischer) Gómez-Quintero & Dan.Sánchez
  - Echinocereus weinbergii subsp. weinbergii
- Echinocereus yavapaiensis M.A.Baker

Ein Synonym der Gattung ist Wilcoxia Britton & Rose (1909).

### Systematik nach Dan.Sánchez et al. (2017)
Die Gattung wird in folgende Sektionen gegliedert:
- Sektion Subinermes (K.Schum.) Mich.Lange
- Sektion Wilcoxia (Britton & Rose) N.P.Taylor
- Sektion Costati (Engelm.) N.P.Taylor
- Sektion Sciuri Dan.Sánchez & S.Arias
- Sektion Reichenbachii N.P.Taylor
- Sektion Echinocereus
- Sektion Erecti (K.Schum.) Bravo
- Sektion Triglochidiati Bravo

### Systematik nach E.F.Anderson/Eggli (2005)
Nach Nigel Paul Taylor wird die Gattung Echinocereus in acht Sektionen gegliedert:
- Sektion Morangaya: Lange schlanke Triebe mit Wuchshöhen von über 1 Meter, selten bis zu 4 Meter. Es werden reichlich Luftwurzeln ausgebildet. Es sind acht bis zehn Rippen vorhanden. Die röhrenförmigen, roten Blüten erscheinen aus den Areolen. Ihre Narben sind weißlich.
- Sektion Erecti: Kurze Triebe von bis zu 1 Meter Länge, mit acht bis 23 Rippen. Der Mitteldorn ist oft abgeflacht oder kantig. Die breit trichterförmigen, verschieden gefärbten, einschließlich gelb, Blüten erscheinen aus den Areolen oder brechen selten durch die Epidermis. Sie sind länger als 4,5 Zentimeter lang. Ihre locker angeordneten Blütenhüllblätter sind an der Basis stark fleischig. Die äußeren von ihnen sind ziemlich lang, schmal und kräftig. Die Narben sind tiefgrün bis fast weiß.
- Sektion Triglochidiati: Die verlängerten bis kurzen und kräftigen und dicht verzweigten Triebe sind kürzer als 60 Zentimeter. Es sind vier bis 16 Rippen vorhanden. Die rosafarbenen, orangefarbenen oder roten, kolibribestäubten Blüten brechen durch die Epidermis. Manchmal sind sie schiefsaumig und gelegentlich schließen sie sich über die Mittagszeit teilweise oder ganz. Ihre Narben sind leuchtend grün.
- Sektion Echinocereus: Wie bei der Sektion Erecti jedoch mit vier bis zwölf (selten bis 14) Rippen, immer durch die Epidermis brechenden Blüten von 2,5 bis 10,1 Zentimeter Länge und weniger fleischigen und breiteren äußeren Blütenhüllblättern, die in einer Alkohol-Formalin-Lösung farblos werden. Die Narben sind hell- bis dunkelgrün.
- Sektion Costati: Wie bei der Sektion Echinocereus jedoch werden die Blüten in einer Alkohol-Formalin-Lösung braun.
- Sektion Reichenbachia: Kugelförmige bis zylindrische Triebe mit drei bis 26 Rippen sowie meist kurzen, schlanken und sehr zahlreichen Dornen. Die kurzlebige, unterschiedlich gefärbten, jedoch nie kolibribestäubten und roten oder orangefarbenen Blüten erscheinen an oder nahe bei den Areolen, nur wenig durch die Epidermis durchbrechend. Die deutliche Blütenröhre ist mit zahlreichen Areolen über dem Perikarpell besetzt. Die sehr zahlreichen, zarten Blütenhüllblätter sind an ihrer Basis nicht besonders fleischig. Die Narben sind hell- bis dunkelgrün.
- Sektion Wilcoxia: → Hauptartikel: Wilcoxia
- Sektion Pulchelli: Wie bei der Sektion Reichenbachia jedoch brechen die Blüten deutlich durch die Epidermis. Ihr Perikarpell und die Blütenröhre sind mit wenigen, häufig weit voneinander entfernt stehenden Areolen besetzt. Die wenigen und/oder locker angeordneten Blütenhüllblätter sind schmal. Die kaum fleischigen bis trocknen Früchte enthalten wenige Samen.

Folgenden Arten gehören zur Gattung Echinocereus:
- Sektion Costati (Engelm.) N.P.Taylor
  - Echinocereus berlandieri (Engelm.) Hort. Haage
  - Echinocereus cinerascens (DC.) Lem.
    - Echinocereus cinerascens subsp. cinerascens
    - Echinocereus cinerascens subsp. septentrionalis (N.P.Taylor) N.P.Taylor
    - Echinocereus cinerascens subsp. tulensis (Bravo) N.P.Taylor

  - Echinocereus enneacanthus Engelm.
    - Echinocereus enneacanthus subsp. enneacanthus
    - Echinocereus enneacanthus subsp. brevispinus (W.O.Moore) N.P.Taylor = Echinocereus enneacanthus Engelm.

  - Echinocereus freudenbergeri G.Frank ≡ Echinocereus longisetus subsp. freudenbergeri (G.Frank) W.Blum
  - Echinocereus longisetus (Engelm.) Lem.
    - Echinocereus longisetus subsp. longisetus
    - Echinocereus longisetus subsp. delaetii (Gürke) N.P.Taylor

  - Echinocereus nivosus Glass & R.A.Foster
  - Echinocereus parkeri N.P.Taylor
    - Echinocereus parkeri subsp. parkeri
    - Echinocereus parkeri subsp. arteagensis W.Blum & Mich.Lange
    - Echinocereus parkeri subsp. gonzalezii (N.P.Taylor) N.P.Taylor
    - Echinocereus parkeri subsp. mazapilensis W.Blum & Mich.Lange

  - Echinocereus rayonesensis N.P.Taylor
  - Echinocereus stramineus (Engelm.) F.Seitz
    - Echinocereus stramineus subsp. stramineus
    - Echinocereus stramineus subsp. occidentalis (N.P.Taylor) N.P.Taylor ≡ Echinocereus occidentalis (N.P.Taylor) W.Rischer, S.Breckw. & Breckw.

  - Echinocereus viereckii Werderm.
    - Echinocereus viereckii subsp. viereckii
    - Echinocereus viereckii subsp. huastecensis W.Blum, Mich.Lange & Rutow = Echinocereus viereckii subsp. morricalii (Ríha) N.P.Taylor
    - Echinocereus viereckii subsp. morricalii (Ríha) N.P.Taylor

- Sektion Erecti (K.Schum.) Bravo
  - Echinocereus apachensis W.Blum & Rutow ≡ Echinocereus bonkerae subsp. apachensis (W.Blum & Rutow) A.D.Zimmerman
  - Echinocereus barthelowanus Britton & Rose
  - Echinocereus bonkerae Thornber & Bonker
  - Echinocereus boyce-thompsonii Orcutt
  - Echinocereus brandegeei (J.M.Coult.) K.Schum.
  - Echinocereus dasyacanthus Engelm.
  - Echinocereus engelmannii (Parry ex Engelm.) Lem.
    - Echinocereus engelmannii var. engelmannii = Echinocereus engelmannii (Parry ex Engelm.) Lem.
    - Echinocereus engelmannii var. acicularis Benson = Echinocereus engelmannii subsp. engelmannii
    - Echinocereus engelmannii var. armatus Benson = Echinocereus engelmannii subsp. engelmannii
    - Echinocereus engelmannii var. chrysocentrus Engelm. & Bigelow = Echinocereus engelmannii subsp. engelmannii
    - Echinocereus engelmannii var. howei Benson = Echinocereus engelmannii subsp. engelmannii
    - Echinocereus engelmannii var. munzii (Parish) Pierce & Fosberg  = Echinocereus engelmannii subsp. engelmannii
    - Echinocereus engelmannii var. purpureus Benson = Echinocereus engelmannii subsp. engelmannii
    - Echinocereus engelmannii var. variegatus Engelm. & Bigelow = Echinocereus engelmannii subsp. engelmannii

  - Echinocereus fasciculatus (Engelm. ex B.D.Jacks.) L.D.Benson ≡ Echinocereus engelmannii subsp. fasciculatus (Engelm.) W.Blum & Mich.Lange
  - Echinocereus fendleri (Engelm.) F.Seitz
    - Echinocereus fendleri subsp. fendleri
    - Echinocereus fendleri subsp. hempelii (Fobe) W.Blum = Echinocereus fendleri subsp. fendleri
    - Echinocereus fendleri subsp. rectispinus (Peebles) N.P.Taylor

  - Echinocereus ferreirianus H.E.Gates ≡? Echinocereus ferreiranus H.E.Gates
    - Echinocereus ferreirianus subsp. ferreirianus ≡? Echinocereus ferreiranus subsp. ferreiranus
    - Echinocereus ferreirianus subsp. lindsayi (J.Meyrán) N.P.Taylor ≡? Echinocereus ferreiranus subsp. lindsayorum (J.Meyrán) N.P.Taylor

  - Echinocereus ledingii Peebles
  - Echinocereus maritimus (M.E.Jones) K.Schum.
    - Echinocereus maritimus subsp. maritimus
    - Echinocereus maritimus subsp. hancockii (E.Y.Dawson) W.Blum & Rutow = Echinocereus ledingii Peebles

  - Echinocereus nicholii (L.D.Benson) B.D.Parfitt
    - Echinocereus nicholii subsp. nicholii
    - Echinocereus nicholii subsp. llanuraensis Rutow ≡ Echinocereus engelmannii subsp. llanuraensis (Rutow) Felger

  - Echinocereus pectinatus (Scheidw.) Engelm.
    - Echinocereus pectinatus subsp. pectinatus
    - Echinocereus pectinatus subsp. wenigeri (L.D.Benson) W.Blum & Rutow

- Sektion Echinocereus
  - Echinocereus pentalophus (DC.) Lem.
    - Echinocereus pentalophus subsp. pentalophus
    - Echinocereus pentalophus subsp. leonensis (Mathsson) N.P.Taylor
    - Echinocereus pentalophus subsp. procumbens (Engelm.) W.Blum & Mich.Lange

  - Echinocereus russanthus D.Weniger
  - Echinocereus viridiflorus Engelm.
    - Echinocereus viridiflorus subsp. viridiflorus
    - Echinocereus viridiflorus subsp. chloranthus (Engelm.) N.P.Taylor ≡ Echinocereus chloranthus (Engelm.) J.N.Haage
    - Echinocereus viridiflorus subsp. correllii (L.D.Benson) W.Blum & Mich.Lange
    - Echinocereus viridiflorus subsp. cylindricus (Engelm.) N.P.Taylor = Echinocereus chloranthus (Engelm.) J.N.Haage
    - Echinocereus viridiflorus subsp. davisii (A.D.Houghton) N.P.Taylor ≡ Echinocereus davisii Houghton

- Sektion Morangaya (G.Rowley) N.P.Taylor
  - Echinocereus pensilis (K.Brandegee) J.A.Purpus ≡ Morangaya pensilis (K.Brandegee) G.D.Rowley

- Sektion Pulchellus N.P.Taylor
  - Echinocereus adustus Engelm.
    - Echinocereus adustus subsp. adustus
    - Echinocereus adustus subsp. bonatzii (R.C.Römer) N.P.Taylor ≡ Echinocereus pamanesii subsp. bonatzii (R.C.Römer) R.C.Römer
    - Echinocereus adustus subsp. roemerianus W.Rischer
    - Echinocereus adustus subsp. schwarzii (A.B.Lau) N.P.Taylor

  - Echinocereus knippelianus Liebner
  - Echinocereus laui G.Frank
  - Echinocereus pamanesiorum A.B.Lau ≡ Echinocereus pamanesii A.B.Lau
  - Echinocereus pulchellus (Mart.) F.Seitz
    - Echinocereus pulchellus subsp. pulchellus
    - Echinocereus pulchellus subsp. acanthosetus (S.Arias & U.Guzmán) W.Blum ≡ Echinocereus acanthosetus (S.Arias & U.Guzmán) Gómez-Quintero & Dan.Sánchez
    - Echinocereus pulchellus subsp. sharpii (N.P.Taylor) N.P.Taylor ≡ Echinocereus sharpii (N.P.Taylor) Dan.Sánchez & Gómez-Quintero
    - Echinocereus pulchellus subsp. weinbergii (Weing.) N.P.Taylor ≡ Echinocereus weinbergii Weing.

  - Echinocereus schereri G.Frank

- Sektion Reichenbachia N.P.Taylor
  - Echinocereus bristolii W.T.Marshall
  - Echinocereus chisoensis W.T.Marshall ≡(!) Echinocereus chisosensis W.T.Marshall
    - Echinocereus chisoensis var. chisoensis ≡ Echinocereus chisosensis subsp. chisosensis
    - Echinocereus chisoensis var. fobeanus (Oehme) N.P.Taylor ≡ Echinocereus chisosensis subsp. fobeanus (Oehme) N.P.Taylor

  - Echinocereus grandis Britton & Rose
  - Echinocereus palmeri Britton & Rose
  - Echinocereus primolanatus Fritz Schwarz ex N.P.Taylor
  - Echinocereus pseudopectinatus (N.P.Taylor) N.P.Taylor
  - Echinocereus reichenbachii (Terscheck ex Walp.) F.Haage
    - Echinocereus reichenbachii subsp. reichenbachii
    - Echinocereus reichenbachii subsp. armatus (Poselger) N.P.Taylor
    - Echinocereus reichenbachii subsp. baileyi (Rose) N.P.Taylor
    - Echinocereus reichenbachii subsp. burrensis G.R.W.Frank et al.
    - Echinocereus reichenbachii subsp. fitchii (Britton & Rose) N.P.Taylor
    - Echinocereus reichenbachii subsp. perbellus (Britton & Rose) N.P.Taylor

  - Echinocereus rigidissimus (Engelm.) Hort. F.A.Haage
    - Echinocereus rigidissimus subsp. rigidissimus
    - Echinocereus rigidissimus subsp. rubispinus (G.Frank & A.B.Lau) N.P.Taylor

  - Echinocereus sciurus (K.Brandegee) Britton & Rose
    - Echinocereus sciurus subsp. sciurus
    - Echinocereus sciurus subsp. floresii (Backeb.) N.P.Taylor

  - Echinocereus scopulorum Britton & Rose
  - Echinocereus spinigemmatus A.B.Lau
  - Echinocereus stolonifer W.T.Marshall
    - Echinocereus stolonifer subsp. stolonifer
    - Echinocereus stolonifer subsp. tayopensis (W.T.Marshall) G.Pichler ex N.P.Taylor

  - Echinocereus subinermis Salm-Dyck ex Scheer
    - Echinocereus subinermis subsp. subinermis
    - Echinocereus subinermis subsp. ochoterenae (J.G.Ortega) N.P.Taylor

  - Echinocereus websterianus G.E.Linds.

- Sektion Triglochidiati Bravo
  - Echinocereus coccineus Engelm.
  - Echinocereus klapperi W.Blum
  - Echinocereus mojavensis (Engelm. & J.M.Bigelow) Rümpler ≡ Echinocereus triglochidiatus subsp. mojavensis (Engelm. & J.M.Bigelow) W.Blum & Mich.Lange
  - Echinocereus ortegae Rose ex J.G.Ortega
  - Echinocereus polyacanthus Engelm.
    - Echinocereus polyacanthus subsp. polyacanthus
    - Echinocereus polyacanthus subsp. acifer (Otto in Salm-Dyck) N.P.Taylor ≡ Echinocereus acifer (Otto ex Salm-Dyck) Jacobi
    - Echinocereus polyacanthus subsp. huitcholensis (F.A.C.Weber) N.P.Taylor ≡ Echinocereus huitcholensis (F.A.C.Weber) M.Gürke
    - Echinocereus polyacanthus subsp. pacificus (Engelm. ex Orcutt) Breckw. ≡ Echinocereus pacificus (Engelm.) Britton & Rose

  - Echinocereus scheeri (Salm-Dyck) Scheer
    - Echinocereus scheeri subsp. scheeri
    - Echinocereus scheeri subsp. gentryi (Clover) N.P.Taylor

  - Echinocereus triglochidiatus Engelm.

- Sektion Wilcoxia (Britton & Rose) N.P.Taylor
  - Echinocereus leucanthus N.P.Taylor
  - Echinocereus poselgeri Lem.
  - Echinocereus schmollii (Weing.) N.P.Taylor

Unklare Zuordnung:
- Echinocereus mapimiensis E.F.Anderson, W.C.Hodgs. & P.Quirk
- Echinocereus papillosus Linke ex Rümpler
- Echinocereus ×roetteri (Engelm.) Rümpler pro sp.

Synonyme der Gattung sind Echinofossulocactus Wilcoxia Britton & Rose (1909), Morangaya G.D.Rowley (1974) und ×Echinocoxia P.V.Heath (1992).

## Nachweise

## Weiterführende Literatur
- Daniel Sánchez, Salvador Arias, Teresa Terrazas: Phylogenetic Relationships in Echinocereus (Cactaceae, Cactoideae). In: Systematic Botany. Band 39. Nummer 4, 2014, 1183–1196 (doi:10.1600/036364414X683831).